# Vadim Gayduchenko
Vadim Gayduchenko (Babruysk, 24 de abril de 1995) es un jugador de balonmano bielorruso que juega de lateral izquierdo en el Pau-Billère Handball. Es internacional con la selección de balonmano de Bielorrusia.

## Palmarés

### SKA Minsk
- Liga Báltica de balonmano (3): 2013, 2014, 2015

### Dinamo Bucarest
- Liga Națională (1): 2018

## Clubes
| Club                 | País        | Año         |
| -------------------- | ----------- | ----------- |
| Masheka Mogilev      | Bielorrusia | 2010 - 2012 |
| SKA Minsk            | Bielorrusia | 2012 - 2017 |
| Dinamo Bucarest      | Rumania     | 2017 - 2018 |
| Saint-Raphaël VHB    | Francia     | 2018 - 2022 |
| C' Chartres MHB      | Francia     | 2022 - 2024 |
| Pau-Billère Handball | Francia     | 2024 - Act. |